# 1 E15 s
Cet article liste des exemples de temps de l'ordre de 1015 s, soit 1 million de milliards de secondes, afin de comparer différents ordres de grandeur.

## Exemples
| ! Durée ( × 1015) s | Unités usuelles         | Événement                                                                    |
| ------------------- | ----------------------- | ---------------------------------------------------------------------------- |
| 0,74                | 23,42 millions d'années | Demi-vie de l'uranium 236                                                    |
| 0,76                | 24 millions d'années    | Temps depuis le commencement du Miocène                                      |
| 0,76                | 24 millions d'années    | Temps depuis la fin du Oligocène                                             |
| 1,00                | 1 pétaseconde           | 32 millions d'années                                                         |
| 1,10                | 34,7 millions d'années  | Demi-vie du niobium 92                                                       |
| 1,14                | 36 millions d'années    | Temps depuis la fin de l'Éocène et le début de l'Oligocène                   |
| 1,26                | 40 millions d'années    | Dans le futur, collision de l'Australie et de l'Asie                         |
| 2,05                | 65 millions d'années    | Temps depuis la fin du Crétacé (fin du Mésozoïque) et le début du Cénozoïque |
| 2,05                | 65 millions d'années    | Temps depuis l'extinction du Crétacé                                         |
| 4,26                | 135 millions d'années   | Temps depuis la fin du Jurassique et le début du Crétacé                     |
| 6,16                | 195 millions d'années   | Temps depuis la fin du Trias et le début du Jurassique                       |